# فيفو
ڤيڤو (بالإنجليزية: VEVO)‏ هو موقع خدمي لإستضافة فيديوهات الأغاني المصورة والترفيهية. وتملكه وتديره شركة محاصة بين كل من يونيفرسال ميوزك غروب وجوجل وسوني للترفيه الموسيقي وشركة أبوظبي للإعلام. الخدمة بدأت رسمياً في 8 ديسمبر 2009. وتتوفر بعض فيديوهات ڤيڤو عبر يوتيوب مباشرة على قنوات تنتهي بالكلمة VEVO، وتتشارك غوغل وڤيڤو عائدات الإعلانات.
تقدم فيفو أشرطة الفيديو والموسيقى من اثنين من أكبر شركات تسجيلات، يونيفرسال ميوزك غروب وسوني للترفيه الموسيقي. أيضا رخصت إيمي مكتبتها لفيفو قبل فترة وجيزة من الإطلاق. قبل أن تحصل عليها يونيفرسال ميوزك غروب في وقت لاحق في عام 2012. وقد ذكرت أيضا وارنر ميوزيك غروب في البداية أنها ستقوم باستضافة محتواها على الخدمة، ولكنها شكلت تحالفا مع شبكات MTV المنافسة (المعروفة الآن بفياكوم ميديا نتوركس).

## التاريخ

الشعار الأصلي لفيفو، المستخدم من ديسمبر 2009 حتى مارس 2013.

كان مبدأ فيفو هو أن يكون بمثابة هيولو خاص بالفيديوهات الموسيقية، والهدف من ذلك هو جذب المزيد من أفضل المعلنين. وتشمل مصادر الإيرادات الأخرى للموقع متجر للبضائع ووصلات الإحالة لشراء الأغاني التي يتم عرضها على أمازون ميوزك وآي تيونز. حجزت مجموعة يونيفرسال الموسيقية اسم النطاق vevo.com في 20 نوفمبر 2008. وفي يونيو 2009 حصلت سوني للترفيه الموسيقي على صفقة لإضافة محتوى إلى الموقع. ظهر الموقع في 8 ديسمبر 2009، وفي نفس الشهر استطاع الموقع أن يكون الموقع الموسيقى رقم واحد الأكثر زيارة في الولايات المتحدة، متجاوزا بذلك موقع ماي سبيس.
في يونيو 2012، أطلقت فيفو جوائزها  المصادقة  لتكرم الفنانين الذين استطاعوا تحقيق 100 مليون مشاهدة على الأقل في فيفو وشركائها (بما في ذلك يوتيوب) من خلال سمات خاصة على موقع فيفو.

## الدول التي يتوفر بها فيفو
فيفو متاح حاليا في بعض الدول وهي أستراليا، البرازيل، كندا، فرنسا، ألمانيا، ايرلندا، إيطاليا، المكسيك، هولندا، نيوزيلندا، بولندا، إسبانيا، المملكة المتحدة، والولايات المتحدة. وكان من المقرر أن يكون متوفرا في جميع أنحاء العالم في عام 2010، ولكنه إلى غاية 25 يونيو 2013 كان لا يزال غير متوفر خارج هذه البلدان المذكورة. المدونة الرسمية لفيفو أرجعت التأخير في توفر الموقع حول العالم إلى قضايا متعلقة بالترخيص. معظم فيديوهات موقع فيفو متوفرة على موقع يوتيوب ويمكن مشاهدتها من قبل المستخدمين في بلدان أخرى، في حين أن فيديوهات أخرى لا يمكن مشاهدتها وتظهر بذل ذلك الرسالة التالية: «لم يجعل القائم على التحميل هذا الفيديو متاحًا في هذا البلد.» ويذكر أنه قد تم إطلاق خدمة فيفو في المملكة المتحدة وايرلندا في 26 أبريل، 2011.
في 16 أبريل 2012، تم إطلاق فيفو في أستراليا ونيوزيلندا من قبل Entertainment MCM. في 14 أغسطس عام 2012، أصبحت البرازيل أول دولة في أمريكا اللاتينية تتوفر بها خدمة فيفو. ومن المتوقع أن تنطلق في ستة بلدان أخرى في أوروبا وأمريكا اللاتينية في عام 2012. وفي إسبانيا وفرنسا أصبحت فيفو متوفرة منذ 15 نوفمبر، 2012. أطلقت فيفو كذالك في هولندا يوم 3 أبريل 2013 وفي بولندا أيضا يوم 17 مايو 2013. وفي 29 سبتمبر 2013 قامت فيفو بتحديث تطبيقها لنظام iOS والذي أصبح متوفرا الآن في ألمانيا. وفي 30 إبريل عام 2014، تمت إتاحة فيفو في المكسيك.
فيفو أيضا متوفرة على مجموعة من المنصات بما في ذلك أندرويد، آي أو إس، ويندوز فون، ويندوز 8، فاير أو إس، جوجل تي في، أبل تي في، بوكس (Boxee)، روكو وإكس بوكس 360.

## فيفو تي في
في 12 مارس 2013، أطلقت فيفو (Vevo TV) فيفو تي في، وهي تلفزة إنترنت مدعومة بالإعلانات تعمل 24 ساعة في اليوم، وتعرض مجموعة من الفيديوهات الموسيقية والعروض الخاصة. القناة متاحة فقط للمشاهدين في أمريكا الشمالية، وتقوم بحظر عنوان الإيبي لفرض قيود عليها. مع ذلك، ففيفو تخطط لإطلاقها في دول أخرى.

## المحتوى المعدل
يمكن أن يتم تعديل إصدارات أشرطة الفيديو على فيفو والتي تحتوي على مضمون غير ملائم مثل الألفاظ النابية، "لإبقاء كل شيء نظيفا للبث،" لنسخة إم تي في ". وفقا لمتحدث باسم الشركة. وهذا يسمح لفيفو جعل شبكاتهم أكثر ملاءمة لشركاء الدعاية مثل ماكدونالدز. وقد ذكر فيفو أنه ليس لديه سياسات محددة أو قائمة من الكلمات الممنوعة. وتقدم بعض أشرطة الفيديو التي تتضمن ألفاظا غير ملائمة مع إصدارات غير مصقولة بالإضافة إلى نسخة منقحة. ولا يوجد نظام تصنيف رسمي، فبغض النظر عن تصنيف الفيديو بأنها غير ملائمة أو ملائمة، فالمناقشات جارية لخلق نظام تصنيف يسمح للمستخدمين والمعلنين اختيار مستوى الألفاظ النابية التي هم على استعداد لقبولها.